# International Civil Aviation Organisation
International Civil Aviation Organisation, (Dansk: International civil luftfartorganisation), forkortet ICAO, er en organisation under de Forenede Nationer, som arbejder med at skabe ensartede standarder for lovgivningen omkring civil luftfart i medlemslandene. Hovedkvarteret ligger i Quartier International i Montreal, Canada.
ICAO må ikke forveksles med International Air Transport Association (IATA), som er en sammenslutning af flyselskaber, såsom SAS. IATA har også hovedkvarter i Montreal.
ICAO udarbejder documents og annexes (dokumenter og annekser), der tilsammen udgør en "standard-skabelon" for hvordan man bør indrette et lands luftfartslovgivning. Man tilstræber med dette system, at reglerne for flyvning bliver så ensartede fra land til land som muligt.
De enkelte medlemslande implementerer så denne "skabelon" i deres lovgivning, men intet land har taget ICAO-modellen til sig som den "er og forefindes". Af lokale hensyn tilføjer de enkelte lande særlige regler eller fraviger fra eksisterende regler i ICAO's materiale.
Indenfor den Europæiske Union søger et europæisk organ, European Aviation Safety Agency (forkortet EASA), at standardisere lovgivningen omkring luftfart indenfor EU-medlemslandene.
I Danmark forvaltes information og anbefalinger fra ICAO og EASA af Trafikstyrelsen, som er en styrelse under Transportministeriet.